# Seminemacheilus ispartensis
Seminemacheilus ispartensis är en fiskart som beskrevs av Erk'akan, Nalbant och Özeren 2007. Seminemacheilus ispartensis ingår i släktet Seminemacheilus och familjen grönlingsfiskar. Inga underarter finns listade i Catalogue of Life.